# VII. dinasztia
Az ókori egyiptomi VII. dinasztia az első átmeneti kor első dinasztiája, az i. e. 22. század elején. Erről a dinasztiáról szinte semmit nem tudunk, így létezése vitatott.

## Jellemzői
Az egyedüli beszámoló a korszakról Manethón egyiptomi pap mára elveszett, Aegyptiaca című művében található, amely az i. e. 3. században íródott, és felsorolta az első 30 egyiptomi dinasztiát. A VII. dinasztia itt gyakorlatilag a káosz metaforájaként szerepel: a VI. dinasztia után olyan korszak következett, melyben hetven király uralkodott hetven napig, ezt nevezi Manethón VII. dinasztiának. Az ezt követő VIII. dinasztia uralkodóinak létét már más források, többek közt az abüdoszi királylista is tanúsítják.
Mivel Manethón művét leszámítva a dinasztiáról semmi nem maradt fenn, több egyiptológus, köztük Jürgen von Beckerath és Toby Wilkinson is fiktívnek tartja. („A dinasztiáknak az i. e. 3. században megalkotott rendszere nem tökéletes – a hetedik dinasztiáról például ma már tudni, hogy hamis, több más dinasztia pedig egymással egyidőben uralkodott Egyiptom különböző részein. – Wilkinson, The Rise and Fall of Ancient Egypt.) Mivel a VIII. dinasztia, melyről két további ókori forrás mellett régészeti bizonyítékok is tanúskodnak, messze nem olyan homályos korszak, mint a VII., több egyiptológus egy dinasztiába sorolja a VI. dinasztiát követő uralkodókat. Hracht Papazian egyiptológus ugyanakkor 2015-ben amellett érvelt, hogy a dinasztia létezett, és olyan királyok tartoztak ide, akiket általában a VIII. dinasztiába sorolnak. 

## Történeti források
Africanus (c. 160–240) és Eusebius (c. 260–340) mára elveszett írásai alapján (melyek Manethón i. e. 3. századi, szintén elveszett művén alapulnak), Geórgiosz Szünkellosz bizánci tudós (meghalt: 810 után) úgy tartja, a VI. dinasztiát követő időszakban vagy 70 király uralkodott 70 nap alatt (Africanus nyomán), vagy 5 király 75 nap alatt (Eusebius nyomán). Manethón szerint fővárosuk Memphisz volt. A leírást a szó szerinti értelmezés helyett rég úgy értelmezik, hogy a káoszt akarja bemutatni. Egyes egyiptológusok, köztük Papazian (2015), úgy vélik, ez az értelmezés túl nagy súlyt ad Manethón írásainak, és eltorzítja az Óbirodalom végéről alkotott tudományos véleményt. Papazian szerint a hetedik dinasztia létezésének kérdését újra át kellene gondolni, és az abüdoszi királylistán szereplő, jelenleg a VIII. dinasztiába sorolt uralkodók némelyikét ide kellene sorolni.

## Uralkodói
A következő lista Hracht Papazian 2015-ös felvetésén alapul.
| Name                 | Bizonyíték az abüdoszi királylistán kívül                   |
| -------------------- | ----------------------------------------------------------- |
| Dzsedkaré Semai      | —                                                           |
| Noferkaré Hendu      | —                                                           |
| Merenhór             | —                                                           |
| Noferkamin           | —                                                           |
| I. Nikaré            | Talán említik egy pecséthengeren.                           |
| Noferkaré Tereru     | —                                                           |
| Noferkahór           | Említik egy pecséthengeren.                                 |
| Noferkaré Pepiszeneb | A torinói királylista szerint legalább egy évig uralkodott. |
| Noferkamin Anu       | —                                                           |

## Fordítás
- Ez a szócikk részben vagy egészben  a   Seventh Dynasty of Egypt című angol Wikipédia-szócikk ezen változatának fordításán alapul.  Az eredeti cikk szerkesztőit annak laptörténete sorolja fel. Ez a jelzés csupán a megfogalmazás eredetét és a szerzői jogokat jelzi, nem szolgál a cikkben szereplő információk forrásmegjelöléseként.